# ماریو کاستلازی
ماریو کاستلازی (انگلیسی: Mario Castellazzi; ۹ نوامبر ۱۹۳۵ – ۱ اکتبر ۲۰۱۸) بازیکن فوتبال اهل ایتالیا بود.
از باشگاه‌هایی که در آن بازی کرده‌است می‌توان به باشگاه فوتبال اسپتزیا، باشگاه فوتبال کرمونزه، باشگاه فوتبال آ.اس. رم، باشگاه فوتبال کاتانیا، باشگاه فوتبال پیستویزه، باشگاه فوتبال ساسولو، و باشگاه فوتبال لیورنو اشاره کرد.